# Tram Edison serie 405-414
Le vetture serie 405 ÷ 414 della Edison erano una serie di elettromotrici tranviarie a due piani a carrelli, progettate per l'esercizio sulla tranvia interurbana Milano-Monza.

## Storia
Le vetture furono costruite nel 1900, in occasione dell'elettrificazione della linea, e costituirono le prime vetture a carrelli della rete interurbana milanese. Le vetture avevano la particolarità di montare, nei mesi estivi, un piano superiore aperto, detto "imperiale".
Per l'esercizio, venne costruita anche una serie di 10 rimorchiate, numerate da 550 a 559, che fra il 1913 e il 1919 vennero motorizzate, costituendo la serie 424 ÷ 433, dalle caratteristiche molto simili, ma riconoscibile per il vestibolo centrale.
Nel 1919 le vetture passarono alla STEL, che provvide a eliminare il piano superiore, cosa che fece assumere loro il soprannome di "decapitate". Fra il 1922 e il 1925 furono rinumerate 10 ÷ 19.
Nel 1939 le vetture entrarono nel parco ATM, mantenendo la stessa numerazione, e ottenendo il soprannome di "tipo Monza".
Nel dopoguerra, ormai sostituite da motrici più moderne, vennero assegnate a linee di minore importanza come la Milano-Corsico e la Milano-Cinisello con diramazione Torretta-Sesto.
Furono accantonate e demolite in seguito alla soppressione della Milano-Corsico nel 1966.

## Livree
Inizialmente la cassa era coperta di doghe di legno teak non verniciato, che vennero rimosse intorno al 1910, sostituite da una livrea bianco gesso, che fu mantenuta sotto la gestione STEL.
Col passaggio all'ATM, le vetture assunsero una colorazione a due toni di verde, simile a quella dei tram urbani, ma con un caratteristico disegno frontale "a scudo".

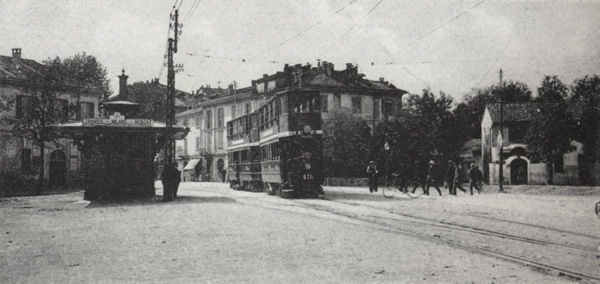
Il tram al rondò di Sesto San Giovanni